# Hugh Abernethy (Snookerspieler)
Hugh Abernethy (* 23. Dezember 1967) ist ein schottischer Snookerspieler. Zwischen 1994 und 2006 war er insgesamt 10 Jahre als Profi auf der Snooker Main Tour aktiv.

## Karriere
Hugh Abernethy wurde in Schottland geboren, zog aber irgendwann ins südostenglische Kent nach Broadstairs. Als er 1994 erstmals bei den Profiturnieren antrat, war er bereits 26 Jahre alt. Einen ersten Erfolg hatte er in der Saison 1994/95 beim European Open, wo er die Runde der Letzten 128 erreichte. Da die Profitour allen Spielern offenstand, gab es lange Vorrunden und meist schied er schon in Runde 1 oder 2 aus. Deshalb war seine erste Notierung in der Weltrangliste zum Saisonabschluss auch nur Platz 343. Im Jahr darauf kam er schon meist bis in Runde 4 und bei den Welsh Open und der Weltmeisterschaft in Runde 5. 1996/97 startete er mit dem Erreichen der Runde der Letzten 96 beim Asian Classic in die Saison und schlug dabei Ian McCulloch. In der zweiten Saisonhälfte erreichte er immer mindestens Runde 5 und bei den Thailand Open und der Weltmeisterschaft sogar die Runde der Letzten 128.
Allerdings stand er damit immer noch nur auf Platz 167 und da in der folgenden Saison das Spielerfeld in Main Tour und UK Tour aufgeteilt wurde, musste er in die WPBSA Qualifying School. Bei den ersten drei Turnieren schied er noch in Runde 2 aus, beim letzten Turnier erreichte er nach Siegen über Antony Bolsover und Barry Pinches sein Gruppenfinale, vergab dann aber das entscheidende Spiel gegen Lee Richardson mit 3:5. In der Saison 1997/98 musste er also in die UK-Tour-Turniere. Dort steigerte er sich auch in den letzten Turnieren und erreichte einmal das Viertelfinale und im fünften Turnier das Finale, das er knapp mit 5:6 gegen Paul Sweeny verlor.
In der Saison 1998/99 kehrte er auf die Main Tour zurück. In der ersten Saisonhälfte hatte er aber Probleme und gewann nur zwei Matches. Erst beim Thailand Masters 1999 kam er über die dritte Runde hinaus und schaffte sein bestes Ranglistenergebnis: Nach Siegen über erfahrene Spieler wie Joe Johnson und Jimmy White und einem Wildcardrundensieg über Atthasit Mahitthi erreichte er erstmals das Hauptturnier eines Ranglistenevents. In der Runde der Letzten 32 verlor er dann mit 3:5 gegen Mark Williams. Danach verlor er allerdings wieder die nächsten drei Auftaktmatches. Die Saison 1999/2000 begann er dann mit dem Einzug unter die Letzten 64 bei den British Open. Bei der Benson & Hedges Championship erreichte er nach Siegen über Graeme Dott und Barry Pinches die Runde der Letzten 32, allerdings war das kein Ranglistenturnier und die Top 16 der Welt waren dort auch nicht vertreten. Beim Thailand Masters 2000 wiederholte er allerdings seinen Erfolg vom Vorjahr. Bei dem Ranglistenturnier besiegte er unter anderem den Top-32-Spieler Brian Morgan mit 5:0 und erreichte wieder die Runde der Letzten 32. Bei den Scottish Open kam er anschließend noch einmal unter die Letzten 64. Bis unter die Top 128 brachten ihn diese Ergebnisse in der Zweijahreswertung der Main Tour nach vorne. In der Saison 2000/01 verlor der Schotte kein einziges Auftaktmatch und erreichte dreimal die Runde der Letzten 64, kam aber auch nicht darüber hinaus. In der Weltrangliste erreichte er 2001 mit Platz 80 seinen Karrierehöchststand.
In der Saison 2001/02 erreichte er bei der Benson & Hedges Championship nach Siegen unter anderem über Anthony Davies und den Weltranglisten-20. Dominic Dale das Finale. Die mit dem Sieg verbundene Qualifikation für das Masters verpasste er aber durch eine 5:9-Niederlage gegen Ryan Day. Bei den Ranglistenturnieren kam er nur einmal in die dritte Runde und bezog ansonsten viele Auftaktniederlagen. Diese Leistung setzte sich fort und in der folgenden Saison gewann er insgesamt nur drei Matches. Damit fiel er 2003 auf Platz 119 zurück und verlor seinen Profistatus ein zweites Mal. 2003/04 musste er deshalb in die Challenge Tour. Beim zweiten Turnier erreichte er das Finale und gewann mit 6:0 gegen Gary Wilson. Beim vierten Turnier revanchierte sich der Engländer im Viertelfinale und gewann mit 5:4. Abernethy sicherte sich aber trotzdem einen der ersten 16 Plätze in der Tourwertung, die ein Main-Tour-Ticket für die Saison 2004/05 bedeuteten. Beim Grand Prix schaffte er es gleich zum Auftakt unter die Letzten 64. Viermal kam er in diesem Spieljahr in Runde 2, darunter bei der Weltmeisterschaft mit einem Sieg über Matthew Selt. Die Einjahreswertung rettete ihm danach den Verbleib auf der Main Tour, auch wenn er dort nur Platz 14 belegte. In der Saison 2005/06 konnte er bei nur 6 Weltranglistenturnier nichts Wesentliches hinzufügen, nur bei den China Open erreichte er die Runde der Letzten 64. Nur Platz 88 belegte er am Saisonende und fiel damit zum dritten Mal aus der Profitour heraus.
Über die PIOS-Tour versuchte er im Jahr darauf die erneute Rückkehr, aber bei den Amateurturnieren kam er nie über die Letzten 32 hinaus. 2007/08 erreichte er immerhin dreimal das Viertelfinale, aber die anderen schwächeren Ergebnisse bei den insgesamt 8 Turnieren verhinderten, dass er in der Gesamtwertung über Platz 14 hinauskam. Nur die Top 8 qualifizierten sich aber für die Main Tour. Auch in den folgenden beiden Jahren verliefen die PIOS-Turniere enttäuschend. Nur bei einem Turnier 2009 erreichte er noch einmal ein Viertelfinale, sonst war bei allen Turnieren spätestens in der Runde der Letzten 32 Schluss. Als 2010 die PIOS-Tour eingestellt und die Players Tour Championship eingeführt wurde, beendete Abernethy mit 43 Jahren endgültig seine Profikarriere.

## Erfolge
Ranglistenturniere:
- Runde der Letzten 32: Thailand Masters (1999, 2000)

Andere Profiturniere:
- Finale: Benson and Hedges Championship (2001)

Qualifikationsturniere:
- Sieger: Challenge Tour (2003 – Turnier 2)
- Finale:  UK Tour (1998 – Turnier 5), WPBSA Qualifying School (1997 – Turnier 4, Gruppenfinale)

Amateurturniere:
- Kent County Cup (2004/05)[3]